# ヨランド2世 (ヌヴェール女伯)

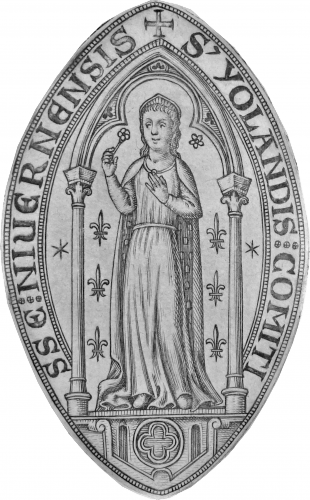
ヨランド2世のシール

ヨランド2世（フランス語：Yolande II, 1247年12月 - 1280年6月2日）は、ヌヴェール伯（在位：1262年 - 1280年）。

## 生涯
ヨランドはウード・ド・ブルゴーニュとヌヴェール女伯マティルド2世の娘である。
母マティルドが1262年に死去し、ヨランドがヌヴェール、トネールおよびオセールの女伯となった。しかし、1273年にパリ議会の裁定者は遺産を姉妹間で分割することを決定した。ヨランドがヌヴェールとドゥルイェ城を相続し、妹マルグリットとアデライードがトネールとオセールをそれぞれ相続した。また、叔母アニェスはブルボン領を継承した。ヨランドは1272年にフランドル伯ロベール3世とオセールで結婚したが、その後父方の祖父ブルゴーニュ公ユーグ4世が死去した。ヨランドの父ウード（1266年没）がユーグ4世の長子であったため、ヨランドとその夫フランドル伯ロベール3世は長子相続制に従いブルゴーニュ公領の継承権を主張した。しかし、ユーグ4世はその遺言において自身の三男ロベール2世をブルゴーニュ公領の継承者として指名し、ヨランドら孫娘たちには他の領地を継承させることとしていた。裁定者の一人フランス王フィリップ3世は、血縁の近さゆえに叔父ロベール2世をブルゴーニュ公とした。
ヨランドは1265年6月にフランス王ルイ9世とマルグリット・ド・プロヴァンスの息子ヴァロワ伯ジャン・トリスタンと結婚したが、子供が生まれないままジャン・トリスタンは1270年に第8回十字軍においてチュニスで死去した。

## 子女
ヨランドと2番目の夫フランドル伯ロベール3世との間に以下の子女が生まれた。
- ルイ1世（1272年 - 1322年） - ヌヴェール伯[2]、ルイ1世の父
- ロベール（1331年没）[3] - マルル伯、1323年頃にジャンヌ・ド・ブルターニュ（ブルターニュ公アルテュール2世の娘）と結婚し、以下の2子をもうけた。
  - ジャン（1332年没） - カッセル領主
  - ヨランド（1331年 - 1395年） - バル伯アンリ4世と結婚[4]
- ジャンヌ（1333年10月15日没） - 1288年にアンゲラン4世・ド・クシーと結婚[5]
- ヨランド（1313年没） - 1287年頃にゴーティエ2世・ダンギャン（フランス語版）と結婚
- マティルド - 1314年頃にヴァルスベルク領主マチュー・ド・ロレーヌ（1330年頃没、ロレーヌ公ティボー2世の子）と結婚